# Leaving sparks
Leaving sparks is het derde album van de Amsterdamse band Caesar. Het werd uitgebracht in 2000.

## Opnamen
In 1997 bracht Caesar het album No rest for the alonely uit. Het album maakte veel indruk en werd in verschillende landen uitgebracht. De single Situations/complications werd veel gedraaid op de radio en groeide uit tot een culthit. Er volgden optredens door Engeland en in 1999 speelde Caesar tijdens de Marlboro Flashback met nummers van Motown. Begin 1999 werd de band gevraagd door legendarische noiseproducer Steve Albini, bekend van zijn producties van onder andere Pixies en Nirvana, om naar Amerika te komen om bij hem op te nemen. In september vertrok de band naar Chicago om daar te werken aan het derde album. Na het afronden van de opnames werd het album in Abbey Road Studios Londen gemasterd.
Op 7 februari 2000 kwam de eerste single, Stellar road e.p. uit, met als B-kanten drie overgebleven nummers van de sessie met Albini, die geen plekje konden vinden op het album. Het album Leaving sparks volgde een maand later op 6 maart. Het album liet een ander geluid horen, dan van de band en de producer verwacht was. In plaats van een explosieve indierockplaat, bleek het album een ingetogen, bijna akoestisch klinkend, album te zijn. Het album werd met gemengde gevoelens ontvangen. Na het verschijnen van de plaat, werd Caesar uitgebreid met gitarist Marien Dorleijn van de band Nimbus, om de nummers zo goed mogelijk live te kunnen reproduceren. Op 1 mei verscheen wederom een ep, ditmaal met het, door Marit de Loos gezongen, akoestische Right from wrong als A-kant. Eind 2000 bracht de band nog een splitsingle uit met Shellac, de band van Steve Albini, die verspreid werd bij het stripblad Barbaraal van Barbara Stok.

## Muzikanten
- Roald van Oosten - zang, gitaar, Philicorda, xylofoon
- Sem David Bakker - basgitaar, gitaar, zang
- Marit de Loos - drums, loops, percussie, zang

### Gastmuzikanten
- Suzanne Roberts - viool
- Sue Wolf - cello

## Nummers
1. Stellar road
2. Spain
3. Return to go
4. Homesick
5. Ana Nomaly
6. Bandido
7. Prince valium
8. Acid years
9. Joy dim
10. Dogs
11. Meat
12. Right From Wrong

Alle nummers zijn geschreven door Caesar.